# Rhamma
Rhamma is een geslacht van vlinders van de familie Lycaenidae, uit de onderfamilie Theclinae.

## Soorten
- R. adunca (Draudt, 1921)
- R. amethystina (Hayward, 1950)
- R. arria (Hewitson, 1870)
- R. aurugo (Draudt, 1921)
- R. bilix (Draudt, 1921)
- R. commodus (Felder & Felder, 1865)
- R. confusa (Lathy, 1936)
- R. hybla (Druce, 1907)
- R. mishma (Hewitson, 1878)
- R. oxida (Hewitson, 1870)
- R. tyrrius (Druce, 1907)